# Nicholas Duncan
Nicholas „Nick“ Duncan (* in Los Angeles, Kalifornien) ist ein US-amerikanischer Schauspieler.

## Leben
Duncan wurde in Los Angeles geboren. Seine Mutter stammt aus Rio de Janeiro, Brasilien, sein Vater aus New York. Duncan spricht fließend Portugiesisch.
Seit seinem achten Lebensjahr ist er als Schauspieler tätig. Er wirkte bisher in einer Reihe von Film-, Fernseh- und Theaterproduktionen mit. 2008 hatte er im Kurzfilm The Gift erstmals eine Filmrolle. 2011 war er in einer Episode der Fernsehserie I’m Alive zu sehen und hatte eine Rolle im Fernsehfilm Family Album. 2014 hatte er eine größere Rolle im Katastrophenfilm Category 5. Im gleichen Jahr folgten Besetzungen in drei Kurzfilmen und dem Spielfilm Cherri Future. Zuletzt spielte er in einer Episode der Fernsehserie Casual und war in der Pilotfolge von The Bluffs zu sehen.

## Filmografie
- 2008: The Gift (Kurzfilm)
- 2011: I’m Alive (Fernsehserie, Episode 2x02)
- 2011: Family Album (Fernsehfilm)
- 2014: Category 5 (Fernsehfilm)
- 2014: Cherri Future
- 2014: How to Make it to the Promised Land (Kurzfilm)
- 2014: Sick Day (Kurzfilm)
- 2014: The Crosswalk (Kurzfilm)
- 2015: Casual (Fernsehserie, Episode 1x02)
- 2015: The Bluffs (Fernsehserie, Pilotfolge)